# Иоаннидис, Георгий Петрович
Георгий Петрович Иоаннидис (1923—1986) — советский и греческий врач стоматолог в области челюстно-лицевой и пластической хирургии, профессор Ташкентского Медицинского Института.

## Биография
Родился 6 сентября 1923 г. в Ставрополе РСФСР. Отец Иоаннидис Петрос понтийский грек, торговец, уроженец Ардагана Карсской области Российской империи, переселившийся в Ставрополь в 1918 году после Брестского мирного договора (см. Брестский мир) согласно которому Карская область отошла Турции. Мать Тамбиева Тамара кабардинка, домохозяйка. В 1928 году семья Иоаннидиса эмигрировала в Грецию.
В 1942 году поступил в Университет Аристотеля в Салониках на Медицинский факультет.
С 1942 года будучи членом Коммунистической партии Греции, участвовал в борьбе против нацистской оккупации в рядах Национально-освободительного фронта Греции (ЭАМ, греч. Εθνικό Απελευθερωτικό Μέτωπο, ΕΑΜ).
Во время гражданской войны 1946-49 годов вместе с партизанскими силами Демократической Армии Греции (ДАГ, греч. Δημοκρατικός Στρατός Ελλάδας) боролся в звании лейтенанта медицинской службы против правительственных войск и правых военизированных организаций.
После поражения ДАГ в течение сентября 1949 года Г.Иоаннидис и тысячи уцелевших партизан были эмигрированы в СССР в город Ташкент.
В 1954 году Г.Иоаннидис окончил Ташкентский медицинский институт. В 1961 году стал кандидатом медицинских наук, в 1970 году — доктором медицинских наук, в 1971 году — профессором. С 1974 г. по 1977 г. он работал заведующим кафедрой госпитальной хирургической стоматологии, а с 1978 г. по 1984 г. заведовал кафедрой детской челюстно-лицевой хирургии Ташкентского Медицинского Института. Являлся председателем научного общества греческих политэмигрантов.
В декабре 1984 г. репатриировал в Грецию.
В начале 1986 г. был издательским консультантом научно-популярного журнала «Здоровье народа» (греч. «Υγεία του λαού»).
Скончался в Афинах 20 марта 1986 г.

## Научная деятельность
· Лечение злокачественных опухолей верхней челюсти. По мнению Г. П. Иоаннидиса хронический воспалительный процесс в гайморовых синусах может выступать фоном для развития злокачественных новообразований.
· Методы лечения костной патологии височно-нижнечелюстного сустава (ВНЧС) в растущем организме. Г. П. Иоаннидис (1984) провёл изучение отдалённых результатов (до 18 лет) применения костно-хрящевых аллотрансплантатов при лечении анкилоза височно-нижнечелюстного сустава и микрогении. Рецидивов анкилоза височно-нижнечелюстного сустава автор не наблюдал. Лечение анкилоза путём удаления костного массива с последующей пересадкой консервированного костно-хрящевого аллотрансплантата из ребра, по мнению автора, предупреждает рецидив анкилоза и значительно уменьшает микрогению. Для профилактики развития рецидива микрогении у детей автор предлагает до 14-15 лет стимулировать рост нижней челюсти при помощи специальных ортодонтических шин. Во всех случаях, где хрящ аллотрансплантата замещён костью, его концы округлены, кортикальный слой хорошо прослеживался на всём протяжении. Аллотрансплантаты повторяли форму мыщелкового отростка с округлённой головкой. Автор рекомендует костно-хрящевые аллотрансплантаты к применению в широкую практику при одновременном лечении анкилоза височно-нижнечелюстного сустава и нижней микрогнатии, а также при тяжёлых деформациях мыщелкового отростка и дефектах ветви нижней челюсти любой этиологии.
· Методы одновременного лечения приобретённой микрогении и анкилоза височно-нижнечелюстного сустава у взрослых.
Г.П. Иоаннидис (1974) отмечает, что накопленный значительный опыт оперативного лечения анкилоз ВНЧС, показал недопустимость остеотомии и резекции кости в области тела и угла нижней челюсти из-за потери функции жевательных мышц и нарушений прикуса. Формирование нового сустава целесообразно производить в области верхней третьей ветви нижней челюсти. Однако иссечение кости в области ветви и мыщелкового отростка не исключало рецидива заболевания, требовалась также дальнейшая разработка оперативных доступов к суставу, позволяющих снизить долю повреждений лицевого нерва.
Автор около 80 научных работ с презентациями и инновационными предложениями по диагностике и лечению новообразований, воспалительных процессов, травм челюстно-лицевой области.

### Избранные труды
- Иоаннидис Г. П. Клиника и лечение злокачественных опухолей верхней челюсти, Ташкент, М-во здравоохранения Уз. ССР. ТАШМИ, 1961, 21с.
- Иоаннидис Г. П. Клиника и лечение злокачественных новообразований верхней челюсти / Вопросы онкологии в стоматологии: Труды 7-го расширенного пленума правления Всесоюзного общества стоматологов и 2-й выездной сессии ЦНИИС (23-25 сентября 1965 г.) — М., 1966 — с. 136—141.
- Иоаннидис Г. П. Злокачественные опухоли верхней челюсти [Текст]: (Клиника и лечение) / — Ташкент: Медицина, 1966. — 151 с.
- Иоаннидис Г. П. Клиника и лечение анкилоза височно-нижнечелюстного сустава: автореферат диссертации на получение научной степени доктора медицинских наук: спец. 14.00.21. «Стоматология» / — Ташкент, 1970. — 37 с.
- Иоаннидис Г. П. Анкилоз височно-нижнечелюстного сустава и микрогения. / Ташкент: Медицина, 1974. — 206 с.
- Иоаннидис Г. П. Травмы челюстно-лицевой области / Материалы I съезда стоматологов Узбекистана. Ташкент, 1976. — с. 28-33.
- Иоаннидис Г. П., Ким А. Е. Реплантация и остеосинтез суставного отростка нижней челюсти при переломе шейки суставного отростка с вывихом суставной головки // Основные стоматологические заболевания. Ташкент, 1976. — с. 83-84.
- Иоаннидис Г. П., Ким А. Е. Отдалённые результаты лечения переломов суставного отростка нижней челюсти. / Стоматология. 1978. — № 1. — с. 52-54.
- Иоаннидис Г. П., Буриханова С. У., Юсупов С. Х. Тактика врача при перфорации дна верхнечелюстной пазухи после удаления зуба, Медицинский журнал Узбекистана — 1979 — № 10 — с.46-49.
- Иоаннидис Г. П., Минисаев Д. А., Муртазаев С. М. Организация комплексного лечения детей с врождёнными расщелинами верхней губы и неба. Методические рекомендации. Ташкент, 1982. с.15.
- Иоаннидис Г. П., Самединов А. А., Ким А. Е., Минисаев Д. А. Методические разработки по детской хирургической стоматологии. Ташкент, 1982. с.26.
- Иоаннидис Г. П., Букова Е. М. Диагностика и лечение воспалительных процессов челюстно-лицевой области у детей (по материалам поликлиники детской стоматологии ТашГосМИ), В книге: Основные стоматологические заболевания. Ташкент, 1983 с.6.
- Иоаннидис Г. П., Самединов А. А., Назарова В. Ф. Учебно-методическая и научная деятельность кафедры стоматологии детского возраста, В книге: Развитие народного здравоохранения и медицинской науки в УзССР, (Тезисы Юбилейной научной конференции посвящённой 60-летию Уз ССР и Компартии Узбекистана. Часть 2). с.2.
- Иоаннидис Г. П., Самединов А. А., Назарова В. Ф. Кафедра стоматологии детского возраста ТашГосМИ, Клиническая стоматология, Сборник научных трудов Изд. ТашГосМИ, Ташкент, 1985, с.8.
- Иоаннидис Г. П., Букова Е. М. Оказание неотложной стоматологической помощи детям с воспалительными процессами и травмами челюстно-лицевой области в детской стоматологической поликлинике ТашГосМИ. Неотложная терапия при некоторых острых патологических состояниях. Сборник трудов ТашГосМИ, 1986. с.4.